# 南灣大馬路
南灣大馬路（葡萄牙語：Avenida da Praia Grande）位於澳門半島南部，南接西灣街，由羅飛勒前地起，北端至嘉思欄馬路與葡京酒店之間。長1,130米。原名南灣街（葡萄牙語：Rua da Praia Grande），是昔日澳門南灣海岸。1995年改為今名。南灣大馬路周邊是澳門的商業、政治中心。

## 重要地點 (由北到南)
- 加思欄兵營
- 新葡京
- 陸軍俱樂部
- 加思欄花園
- 教育及青年發展局教育資源中心
- 中華廣場
- 時代商業中心
- 京都酒店
- 初級法院大樓
- 澳門特別行政區政府總部
- 南灣街41號 - 同盟會澳門分會舊址（金輝大廈）

## 沿途交匯主要道路 (由北到南)
- 水坑尾街 / 約翰四世大馬路
- 新馬路 / 殷皇子大馬路